# FBXL5
FBXL5‏ (F-box and leucine rich repeat protein 5) هوَ بروتين يُشَفر بواسطة جين FBXL5 في الإنسان.